# 680 (szám)
A 680 (római számmal: DCLXXX) egy természetes szám.

## A szám a matematikában
A tízes számrendszerbeli 680-as a kettes számrendszerben 1010101000, a nyolcas számrendszerben 1250, a tizenhatos számrendszerben 2A8 alakban írható fel.
A 680 páros szám, összetett szám, kanonikus alakban a 23 · 51 · 171 szorzattal, normálalakban a 6,8 · 102 szorzattal írható fel. Tizenhat osztója van a természetes számok halmazán, ezek növekvő sorrendben: 1, 2, 4, 5, 8, 10, 17, 20, 34, 40, 68, 85, 136, 170, 340 és 680.
Tetraéderszám.